# Sicinni
Sicini o Sicinni (en llatí Sicinius o Sicinnius, en grec Σίκιννος, Σίκινος) va ser un persa que va ser esclau de Temístocles i παιδαγωγός (mestre) dels seus fills. Algunes fonts el fan cretenc.
Plutarc diu que era un esclau de Temístocles quan aquest era jove. L'any 480 aC Sicinni va ser usat pel seu amo per portar informació a Xerxes I de Pèrsia sobre els preparatius de la batalla de Salamina. Derrotats els perses, van ser perseguits pels grecs fins a Andros on van abandonar la persecució, per no encoratjar l'enemic a tornar a lluitar contra ells. Segons Heròdot, Temístocles llavors va tornar a enviar Sicini a Xerxes per atribuir-se el mèrit d'haver aturat la persecució.
Més tard Temístocles el va alliberar, li va fer un generós donatiu i li va obtenir la ciutadania a Tèspies.
Ateneu de Naucratis l'identifica amb el Σίκιννος que va inventar la dansa anomenada Σίκιννις. Ateneu diu que era un bàrbar.